# Tatsuo Fujimoto
Tatsuo Fujimoto, född 29 mars 1940 i Hyōgo prefektur, är en japansk före detta simmare.
Fujimoto blev olympisk silvermedaljör på 4 x 200 meter frisim vid sommarspelen 1960 i Rom.